# Partidul Socialist al Muncii
Partidul Socialist al Muncii (prescurtat PSM) a fost un partid politic de stânga din România, activ în perioada 1990-2003.
A fost înființat în 16 noiembrie 1990.
În urma alegerilor din 27 septembrie 1992 PSM a intrat în parlament, obținând 3,18 % din voturi la alegerile pentru Senat și 3,04 % din voturi la alegerile pentru Camera Deputaților.
La următorul scrutin din 3 noiembrie 1996, Partidul Socialist al Muncii nu a mai intrat în Parlament, obținând doar 2,16 % din voturi la alegerile pentru Senat și 2,15 % din voturi la alegerile pentru Camera Deputaților (sub pragul electoral de 3 % în vigoare la momentul respectiv).
Conducerea partidului era formată din foști activiști ai Partidului Comunist Român, neoficial acest partid fiind considerat continuatorul PCR.
Președintele partidului de la înființare până în anul 1999 a fost Ilie Verdeț.
În iulie 2003, o parte din membrii partidului s-au alăturat Partidului Social Democrat (PSD). Cealaltă parte a partidului s-a reconstituit ca Partidul Alianța Socialistă (PAS).

## Istorie electorală

### Alegeri parlamentare
| Alegeri | Camera Deputaților | Camera Deputaților | Camera Deputaților | Senat   | Senat | Senat   | Poziție | Urmări                                                                   |
| Alegeri | Voturi             | %                  | Locuri             | Voturi  | %     | Locuri  | Poziție | Urmări                                                                   |
| ------- | ------------------ | ------------------ | ------------------ | ------- | ----- | ------- | ------- | ------------------------------------------------------------------------ |
| 1992    | 328,283            | 3.03               | 13 / 341           | 347,658 | 3.18  | 5 / 143 | 8       | Guvern PDSR-PUNR-PRM-PSM (1992–1996)                                     |
| 1996    | 262,563            | 2.15               | 0 / 343            | 265,659 | 2.16  | 0 / 143 | 8       | Extraparlamentar, opoziție față de guvernul CDR-PD-PSDR-UDMR (1996–2000) |
| 2000    | 91,027             | 0.71               | 0 / 345            | 96,636  | 0.89  | 0 / 140 | 11      | Extraparlamentar, sprijin pentru guvernul minoritar PDSR (2000–2003)     |

### Alegeri prezidențiale
| Alegeri | Candidat        | Primul tur      | Primul tur      | Primul tur      | Al doilea tur   | Al doilea tur   | Al doilea tur   |
| Alegeri | Candidat        | Voturi          | Procente        | Poziție         | Voturi          | Procente        | Poziție         |
| ------- | --------------- | --------------- | --------------- | --------------- | --------------- | --------------- | --------------- |
| 1992    | Nu a participat | Nu a participat | Nu a participat | Nu a participat | Nu a participat | Nu a participat | Nu a participat |
| 1996    | Adrian Păunescu | 87,163          | 0,7%            | 9               |                 |                 |                 |
| 2000    | Ion Sasu        | 38,375          | 0,3%            | 11              |                 |                 |                 |

## Președinți ai PSM
- Ilie Verdeț (1990-1999)
- Ion Sasu (1999-2000)